# لوون شارافیان
لوون شارافیان (ارمنی: Լևոն Շարաֆյան؛ انگلیسی: Levon Sergeyi Sharafyan؛ ۱۷ فوریهٔ ۱۹۴۷ –) یک بازیگر اهل ارمنستان است. وی بین سال‌های تا میلادی فعالیت می‌کرد.

## زندگی‌نامه
وی برندهٔ جوایزی همچون هنرمند شایسته ارمنستان شوروی شده‌است.

## گزیده فیلم‌شناسی
از فیلم‌ها یا برنامه‌های تلویزیونی که وی در آن نقش داشته‌است می‌توان به آخرین یکشنبه، حیاط ما اشاره کرد.